# Молопо
Река Молопо се налази у јужној Африци. Дугачка је око 960 km. Река је део слива реке Орање. 
Једним делом река је граница између Боцване и Јужноафричке Републике. Слив од 367.201 km² деле Боцвана, Намибија и Јужна Африка, свака по отприлике по трећину слива.
Град Мафекинг се налази на овој реци.